# Hernando de Alvarado
Hernando de Alvarado y Contreras est un conquistador du XVIe siècle.

## Biographie
Cousin de Alonso de Alvarado et plus jeune frère de Pedro de Alvarado, il participe sous les ordres de celui-ci, comme capitaine d'artillerie, à la Conquête du Guatemala. En avril 1540, lors de la bataille de Háwikuh, il sauve la vie de son commandant Francisco Vásquez de Coronado puis à partir du 29 août 1540, explore la région du Rio Grande (Pueblo de Taos, Tiguex).